# Ліно Каполікйо
Ліео Каполіккіо (італ. Lino Capolicchio; 21 серпня 1943, Мерано, Больцано — 3 травня 2022, Рим) — італійський актор, режисер та сценарист.

## Життєпис
Народився 21 серпня 1943 року у місті Мерано, провінція Больцано. Дитинство, позначене поганими стосунками з батьком, який віддав його до школи-інтернату, провів у Турині. Вивчав акторську майстерність в Національній академії драматичного мистецтва ім. Сільвіо д'Аміко у Римі. Його театральний дебют відбувся на сцені міланського Piccolo Teatro в постановках Джорджо Стрелера за п'єсами Гольдоні та Шекспіра. 1966 року дебютував на телебаченні в ролі Андреа Кавальканті у мінісеріалі «Граф Монте-Крісто» виробництва RAI. Наступного року з'явився в епізодичній ролі у фільмі Франко Дзефіреллі «Приборкання норовливої» з Елізабет Тейлор та Річардом Бертоном у головних ролях. 1968 року зіграв свою першу головну роль у комедійному фільмі «Ескалація» Роберто Фаенци, за яку був номінований на премію Срібна стрічка як найкращий актор.
Найвідомішою в його фільмографії вважається головна роль у драмі «Сад Фінці-Контіні» (1970) Вітторіо де Сіка, яка принесла Каполікйо премію Давид ді Донателло-Спеціальний Давид 1971 року. Також помітною стала головна роль у джалло «Будинок з вікнами, що сміються» (1976) Пупі Аваті.
У 1984—1987 роках викладав акторську майстерність в Експериментальному кіноцентрі у Римі.
1995 року виступив режисером і сценаристом спортивної драми «Боксери». 2002 року став режисером і сценаристом фільму «Щоденник Матильди Мандзоні», заснованому на реальному щоденнику молодшої доньки письменника Алессандро Мандзоні, яка померла від сухот 1856 року у 26-річному віці.
2019 року видав автобіографічну книгу «Кохання не вмирає» (італ. D'amore non si muore).
Ліно Каполікйо помер 3 травня 2022 року у Римі в 78-річному віці.

## Вибрана фільмографія
| Рік  |    | Українська назва                                          | Оригінальна назва                                       | Роль                            |
| ---- | -- | --------------------------------------------------------- | ------------------------------------------------------- | ------------------------------- |
| 1966 | с  | Граф Монте-Крісто                                         | Il conte de Montecristo                                 | Андреа Кавальканті              |
| 1967 | ф  | Приборкання норовливої                                    | The Taming of the Shrew                                 | Грегоріо                        |
| 1968 | ф  | Ескалація                                                 | Escalation                                              | Лука Ламбертіні                 |
| 1969 | ф  | Нормальна молодь                                          | Il giovane normale                                      | Джордано                        |
| 1969 | ф  | Приходь якось на вечерю                                   | Metti, una sera a cena                                  | Рік                             |
| 1970 | ф  | Твої руки на моєму тілі                                   | Le tue mani sul mio corpo                               | Андреа                          |
| 1970 | ф  | Сад Фінці-Контіні                                         | Il giardino dei Finzi Contini                           | Джорджо                         |
| 1971 | ф  | Мій батько монсеньйор                                     | Mio padre monsignore                                    | Карло Альберто Маджоліно        |
| 1972 | ф  | Тіло кохання                                              | Corpo d'amore                                           | молодий незнайомець             |
| 1972 | ф  | Кохання вмирає                                            | D'amore si muore                                        | Ренато                          |
| 1973 | ф  | Кохання і гімнастика                                      | Amore e ginnastica                                      | Симоне Чензані                  |
| 1974 | ф  | Мама там не сама                                          | Di mamma non ce n'è una sola                            | Марчелло                        |
| 1974 | ф  | Останній день шкільних занять перед різдвяними канікулами | L'ultimo giorno di scuola prima delle vacanze di Natale | Еразмо                          |
| 1974 | ф  | Муссоліні: Останній акт                                   | Mussolini ultimo atto                                   | П'єрлуїджі Белліні делле Стелле |
| 1976 | ф  | Будинок з вікнами, що сміються                            | La casa dalle finestro che ridono                       | Стефано                         |
| 1978 | ф  | Кривава тінь                                              | Solamente nero                                          | Стефано Д'Арканджело            |
| 1978 | ф  | Містки через канаву                                       | Le strelle nel fosso                                    | Сільвано                        |
| 1981 | ф  | Лев пустелі                                               | Liin if the Desert                                      | капітан Бедендо                 |
| 1982 | с  | Верді                                                     | Verdi                                                   | Арріґо Бойто                    |
| 1984 | ф  | Троє                                                      | Noi tre                                                 | Леопольд Моцарт                 |
| 1987 | с  | Спрут 3                                                   | La piovra 3                                             | професор Маттінера              |
| 1987 | ф  | Остання хвилина                                           | Ultimo minuto                                           | Ренцо Ді Карло                  |
| 1992 | ф  | Брати і сестри                                            | Fratelli e sorelle                                      | Альдо                           |
| 1992 | ф  | Черешневий сад                                            | Il giardino dei ciliegi                                 | П'єтро                          |
| 1993 | ф  | Флореаль — пора цвітіння                                  | Fiorile                                                 | Луїджі                          |
| 1994 | с  | Карл Великий                                              | Carlo Magno                                             | Папа Лев III                    |
| 1996 | ф  | Попутниця                                                 | Compagna di viaggio                                     | Пепе                            |
| 1998 | тф | Білий слон                                                | L'elefante bianco                                       | Лотаріус                        |
| 1999 | с  | Кінець століття                                           | Fino secolo                                             | Ашиль Рінальді                  |
| 2001 | ф  | Неможливий злочин                                         | Un delitto impossible                                   | Валеріо Гарау                   |
| 2002 | ф  | Щоденник Матильди Мандзоні                                | Il diario de Matilde Manzoni                            | Алессандро Мандзоні             |
| 2002 | тф | Викрадений                                                | Il sequestro Soffiantini                                | суддя                           |
| 2004 | ф  | Супротив                                                  | Al di là delle frontiere                                | Ламберті, адвокат               |
| 2010 | ф  | Безмежна юність                                           | Una sconfinada giovinezza                               | Еміліо                          |
| 2014 | ф  | Інший Адам                                                | L'altro Adamo                                           | Адамо Колл                      |
| 2018 | ф  | Зітхання                                                  | Respiri                                                 | Мікеле                          |
| 2019 | ф  | Сеньйор Диявол                                            | Il signor Diavolo                                       | дон Даріо Дзаніні               |

Режисер та сценарист
- 1995 — Боксери / Pugili
- 2002 — Щоденник Матильди Мандзоні / Il diario de Matilde Manzoni

## Нагороди та номінації
- 1968 — Номінація на премію Срібна стрічка у категорії Найкращий актор (Ескалація).
- 1969 — Номінація на премію Золотий кубок у категорії Найкращий актор (Приходь якось на вечерю).
- 1971 — Премія Давид ді Донателло-Спеціальний Давид (Сад Фінці-Контіні).
- 1972 — Номінація на премію Золотий кубок у категорії Найкращий актор (Кохання вмирає).
- 1974 — Премія Рудольфа Валентино у категорії Найкращий актор (Кохання і гімнастика).
- 2012 — Премія Вітторіо де Сіка.